# Chiani
El Chiani és un riu d'Itàlia, a la Toscana, afluent per la dreta del Paglia que és un afluent del Tiber. Té 42 km de llarg i neix als Apenins de la zona d'Arezzo.
El seu nom antic era Clanis  o Glanis (grec antic: Κλάνις o Γλάνις). Estrabó i Plini el Vell el descriuen i diuen que era un riu molt important d'Etrúria i travessava el territori de Clúsium per desembocar al Tíber a unes 14 milles romanes al sud de Tuder. Altres autors confirmen que era un afluent del Tíber, com ara Tàcit i Sili Itàlic, però Tàcit explica que l'any 15 es va iniciar un projecte per desviar-lo cap a l'Arnus.
El Clanis drenava l'ampla vall que avui s'anomena Val di Chiana, que té molt poca pendent, cosa que fa que el seu curs sigui lent i que de vegades vagi en sentit invers, i la regió es va tornar pantanosa i insalubre. En temps antics sembla haver mantingut el seu curs invariablement cap al sud, i Plini considera que el riu provenia d'Arretium, i l'anomena Glanis Arretinus. Formava, com actualment encara fa, un llac important prop de Clúsium, anomenat ara Lago di Chiusi, i des d'allà seguia uns 40 km fins al Tíber.
Es van construir uns canals artificials que van dividir al Clanis en des branques, una que va cap a l'Arnus i l'altra que desemboca al Paglia.